# Pseudanogmus australia
Pseudanogmus australia är en stekelart som först beskrevs av Girault 1917.  Pseudanogmus australia ingår i släktet Pseudanogmus och familjen puppglanssteklar. Inga underarter finns listade i Catalogue of Life.